# فوکر اف.۳۶
فوکر اف.۳۶ (به انگلیسی: Fokker F.XXXVI) یک هواپیمای مسافربری ۴ موتوره با ۳۲ نفر سرنشین ساختِ کارخانهٔ فوکر در کشور هلند است. نخستین استفاده‌کنندهٔ این هواگرد کاال‌ام بوده‌است. این هواگرد برای نخستین بار در ۲۲ ژوئن ۱۹۳۴ میلادی مورد استفاده قرار گرفت. این هواپیما بزرگترین هواپیمای مسافربری طراحی و ساخته‌شده توسط فوکر بود.